# Simon Deploige
Gilles Simon Martin Hubert Deploige, né le 15 octobre 1868 à Tongres et décédé le 19 novembre 1927 à Louvain, est un homme politique catholique belge.

## Famille
Simon Deploige est le fils de Lièvin Deploige (1823-1892), bourgmestre de Groot-Loon, et de Marie de Paifve (1826-1902); son frère, Florent Deploige (1864-1932), était avocat et fut président du conseil provincial du Limbourg. 

## Formation et carrière professionnelle
Deploige fut docteur en Philosophie et Lettres (1888), docteur en Droit (1889) et licencié en Philosophie thomiste (1890).
Il fut avocat au barreau de Tongres dès 1889. En 1893, il est titulaire de la chaire d'économie sociale et de la matière Histoire des doctrines économiques et politiques à l'Université catholique de Louvain; jusque 1906 également chaire de législation rurale et droit social à l'École d'Agriculture, et de 1907 à 1927 chaire de Droit naturel à la faculté de Lettres et de Philosophie.
En 1896, il est ordonné prêtre. En 1912, il devient prélat domestique du pape. Il fit une mission diplomatique au Vatican (1914/15) et en Espagne (1915-16).
De 1923 à 1927, il fut sénateur provincial du Limbourg, en suppléance de Mgr Eugène Keesen, décédé.

## Œuvres
- Le Referendum royal dans La Revue générale, 12/1891, 942-959.
- Le Referendum en Suisse. Précédé d'une lettre sur le referendum en Belgique par J. Van den Heuvel, Bruxelles, 1892.
- Le Vote obligatoire en Suisse, Bruxelles, 1893.
- La Théorie thomiste de la propriété, Louvain, 1895.
- Saint-Thomas et la question juive, Louvain, 1897.
- Le Boerenbond, Louvain, 1897.
- Politique catholique et politique socialiste dans Revue sociale catholique, 01/06/1898, 225-234.
- L'Émancipation des femmes, Louvain, 1902.
- Le Conflit de la morale et de la sociologie, Louvain, 1910; 4e ed., Paris, 1927.
- Au seuil de l'université. Allocution, Louvain, 1912.
- La Voix des neutres. Espagne et Belgique, Paris, 1918.

## Sources
- Bio sur ODIS